# Micro-état (physique statistique)
Pour les articles homonymes, voir micro-état (homonymie).
En physique statistique, un micro-état (appelé aussi configuration microscopique ou bien état microscopique) est la spécification détaillée d'une configuration microscopique d'un système. Le système visite ce micro-état au cours de ses fluctuations thermiques. 
Par contraste, le macro-état (appelé aussi configuration macroscopique ou encore état macroscopique) d'un système fait référence à ses propriétés macroscopiques, telles que la pression et la température. En physique statistique, un macro-état est donné par une distribution de probabilité sur un ensemble donné de micro-états.
Ceci implique qu'un macro-état donné englobe un grand nombre de micro-états. La réduction d'information est importante lorsque l'on passe du niveau microscopique au niveau macroscopique.
Pour les grands systèmes, des fluctuations entre des micro-états très différents sont possibles, mais l'observation en devient de plus en plus improbable, lorsque le système devient plus grand. Ceci dicte la limite thermodynamique.

## Exemple

### N spins 1/2
On considère un système composé de N spins, dont chaque spin peut prendre l'état {\displaystyle |\uparrow \rangle }ou bien {\displaystyle |\downarrow \rangle }.
- Il faut alors N variables pour pouvoir définir le système de manière microscopique, c'est-à-dire connaître l'état de chacun des spins {\displaystyle (|\downarrow \rangle ,|\uparrow \rangle ,|\downarrow \rangle ,|\downarrow \rangle ,|\uparrow \rangle ,|\uparrow \rangle ,...)}

- Le macro-état peut être défini par la connaissance du nombre de spins N, de l'énergie interne U et par le champ magnétique {\displaystyle {\vec {B}}}. On peut obtenir le macro-état de ce système par la combinaison des {\displaystyle C_{N}^{n_{1}}={N \choose n_{1}}} configurations (où {\displaystyle n_{1}} est le nombre de spins dans l'état {\displaystyle |\uparrow \rangle })